# Montipora tuberculosa
Espèce
Statut de conservation UICN

 LC  : Préoccupation mineure
Statut CITES
Montipora tuberculosa est une espèce de coraux appartenant à la famille des Acroporidae.

## Description et caractéristiques

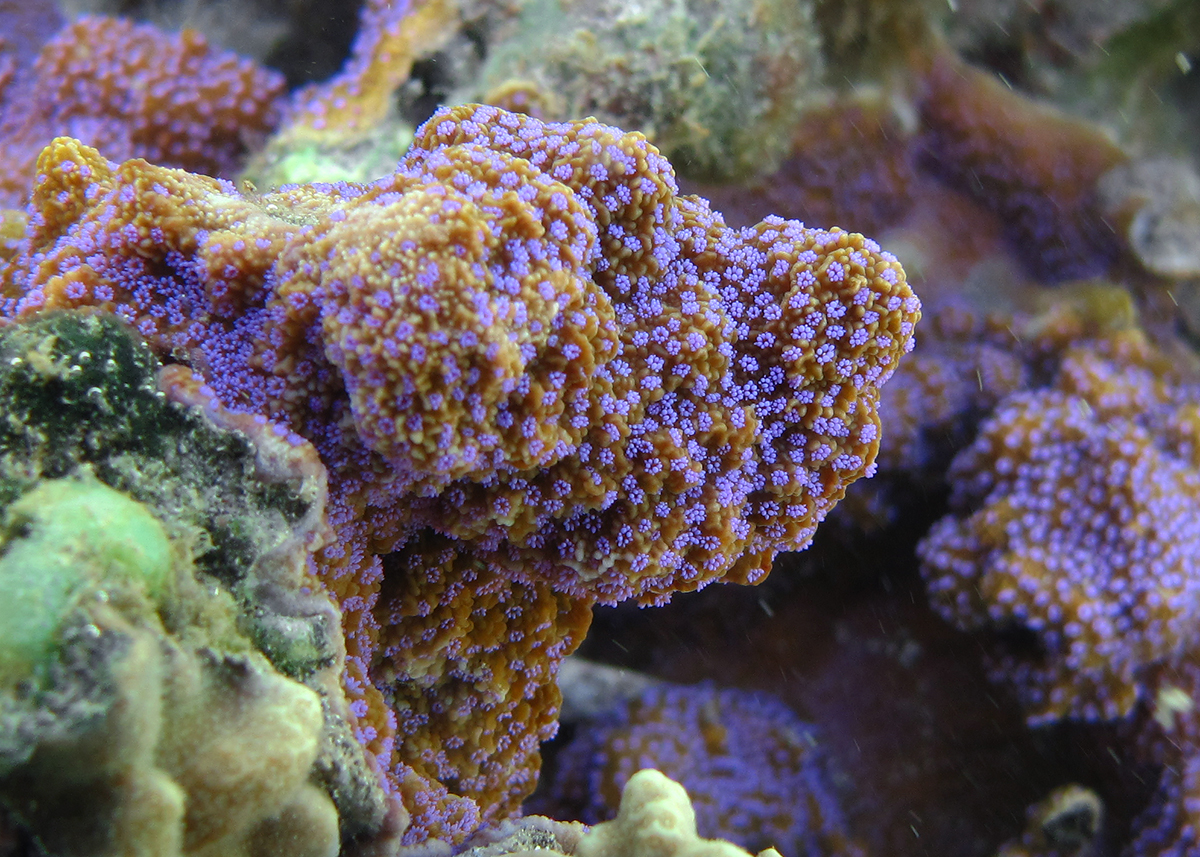
Gros-plan.